# Summer Catch
Summer Catch es una película cómica-romántica del 2001 protagonizada por Freddie Prinze Jr., Jessica Biel, y Matthew Lillard. La historia tiene lugar en Cabo Cod, pero la mayoría de la película fue rodada en Carolina del Norte.

## Trama
Ryan Dunne es un jugador de béisbol que tiene la oportunidad de jugar en la liga para Chatham Athletics. Dunne nació y se crio en Chatham, Massachusetts, y sueña en jugar en ligas mayores. Él ayuda a su papá con su negocio de jardinería y se encarga del campo donde juega el equipo.
Ryan se enamora de Tenley Parrish, cuya familia vacaciona en el Cabo en Shore Road en Chatham. Ryan es distraído por Tenlye y siente mucha presión de los scouts, su familia, la familia Parrish, y sus amigos.
Los jugadores de Philadelphia Phillies Mike Lieberthal, Doug Glanville y Pat Burrell, junto con Ken Griffey, aparecen al final de la película.

## Elenco
- Freddie Prinze, Jr. como Ryan Dunne.
- Jessica Biel como Tenley Parrish.
- Fred Ward como Sean Dunne.
- Matthew Lillard como Billy Brubaker.
- John C. McGinley como Hugh Alexander (sin acreditar).
- Jason Gedrick como Mike Dunne.
- Brittany Murphy como Dede Mulligan.
- Beverly D'Angelo
- Brian Dennehy como Entrenador John Schiffner.
- Gabriel Mann como Auggie.
- Bruce Davison como Rand Parrish.
- Marc Blucas como Miles Dalrymple.
- Wilmer Valderrama como Mickey Dominguez.
- Corey Pearson como Eric Van Leemer.
- Christian Kane como Dale Robin.
- Zena Grey como Katie Parrish.
- Traci Dinwiddie como Lauren.
- Susan Gardner como Marjorie.

## Taquilla
La película se estrenó en el número 6 en la taquilla de Estados Unidos ganando $7,018,593 dólares en su primer fin de semana.

## Banda sonora
- Sweet Summer - Radford
- Jump - Clara Star
- Would You...? - Touch and Go
- Straight To... Number One - Touch and Go
- Bohemian Like You - The Dandy Warhols
- Soul Sound - Sugababes
- Let It Go - The Clarks
- Mr. Hawkins - Uncle Kracker
- Another Day - Nine Days
- Anything and Everything - Youngstown
- Everytime She Walks - Fastball
- I Like It - The Miami Allstars
- Going Back To Cali - Rick Rubin y LL Cool J
- Over My Head - Semisonic
- Makes No Difference - Sum 41
- The Whole Enchilada - Brett Laurence
- Wild Blue Night - Frina Harmon, Dillon O'Brian, and Matthew Gerrard
- Skin - Collective Soul
- Tell Her This - Diffuser
- What It Beez Like - Tarsha Vega
- Sometimes - Michael Franti and Spearhead
- Lovin Each Day - Ronan Keating